# Deram Records
Deram Records – brytyjska wytwórnia płytowa założona przez brytyjską Decca Records jako jej filia. W tym czasie brytyjska Decca była zupełnie inną firmą niż wytwórnia Decca (należąca do MCA) w Stanach Zjednoczonych. Nagrania Deram były również rozprowadzane w USA przez London Records (amerykański oddział brytyjskiej wytwórni Decca). Deram działał do 1979 roku.
Dla wytwórni Deram nagrywali m.in. Cat Stevens, The Moody Blues, David Bowie, Procol Harum, Ten Years After, Brotherhood of Man, Justin Hayward.